# Guilherme Samaia
Guilherme Samaia (São Paulo, 2 oktober 1996) is een Braziliaans autocoureur. In 2020 rijdt hij met Campos Racing in de Formule 2.

## Carrière
In 2013 maakte Samaia zijn debuut in het formuleracing in de Fórmula Junior Brasil. Hij reed slechts een raceweekend en scoorde hierin tien punten, waardoor hij zestiende werd in het klassement.
Van 2015 tot 2017 was Samaia actief voor Cesário F3 in het Braziliaanse Formule 3-kampioenschap. In 2015 werd hij met zes overwinningen kampioen in de "Light"-klasse. In 2016 kwam hij uit in het hoofdkampioenschap, waarin hij drie races won en tweede werd in de eindstand. In 2017 domineerde hij het kampioenschap met dertien overwinningen uit zestien races en werd hij overtuigend kampioen. Dat jaar reed hij ook zijn eerste races in Europa. Hij nam deel aan het BRDC Britse Formule 3-kampioenschap met Double R Racing en behaalde een podiumplaats op Spa-Francorchamps, waardoor hij met 195 punten dertiende werd in de eindstand. Ook reed hij in de tweede seizoenshelft van de Euroformula Open bij Carlin.
In 2018 maakte Samaia de fulltime overstap naar de Euroformula Open, waarin hij voor RP Motorsport ging rijden. Hij behaalde een podiumplaats op Spa-Francorchamps en eindigde in bijna elke race in de top 10, waardoor hij met 94 punten zesde werd in het eindklassement.
In 2019 bleef Samaia actief in de Euroformula Open, maar stapte hij over naar Teo Martín Motorsport. Hij behaalde een podiumplaats op het Circuit Paul Ricard, maar na vier raceweekenden verliet hij het kampioenschap. Met 26 punten eindigde hij uiteindelijk als zestiende in het kampioenschap.
In 2020 stapte Samaia over naar de Formule 2, waarin hij uitkwam voor Campos Racing. Hij kende een moeilijk seizoen waarin hij de enige fulltime coureur was die geen punten scoorde. Zijn beste resultaat was een veertiende plaats op het Autodromo Nazionale Monza.
In 2021 bleef Samaia actief in de Formule 2, maar stapte hij over naar het team Charouz Racing System. Hij behaalde opnieuw geen punten en twee elfde plaatsen in de seizoensopener op het Bahrain International Circuit waren zijn beste klasseringen.